# Jeffrey Titford
Jeffrey William Titford (ur. 24 października 1933 w West Mersea, zm. 9 września 2024) – brytyjski polityk, były lider Partii Niepodległości Zjednoczonego Królestwa (UKIP), poseł do Parlamentu Europejskiego w latach 1999–2009.

## Życiorys
Był członkiem Partii Konserwatywnej, a następnie mniejszych ugrupowań. W latach 70. sprawował mandat radnego. Od 1954 prowadził własną działalność gospodarczą. W wyborach krajowych w 1997 zdobył prawie 10% głosów w okręgu wyborczym Harwich. W następnym roku wstąpił do UKIP, w latach 2000–2002 był liderem tego ugrupowania.
W 1999 i w 2004 był wybierany do Parlamentu Europejskiego. W PE był członkiem Grupy na rzecz Europy Demokracji i Różnorodności (V kadencja) oraz frakcji Niepodległość i Demokracja (VI kadencja). Pracował w Komisji Rolnictwa i Rozwoju Wsi oraz w Komisji Kontroli Budżetowej. Mandat europosła sprawował do 2009.
We wrześniu 2010, po rezygnacji złożonej przez Malcolma Pearsona, został pełniącym obowiązki lidera UKIP. W listopadzie tegoż roku funkcję lidera objął Nigel Farage.